# Danh sách trận đánh trong lịch sử Trung Quốc

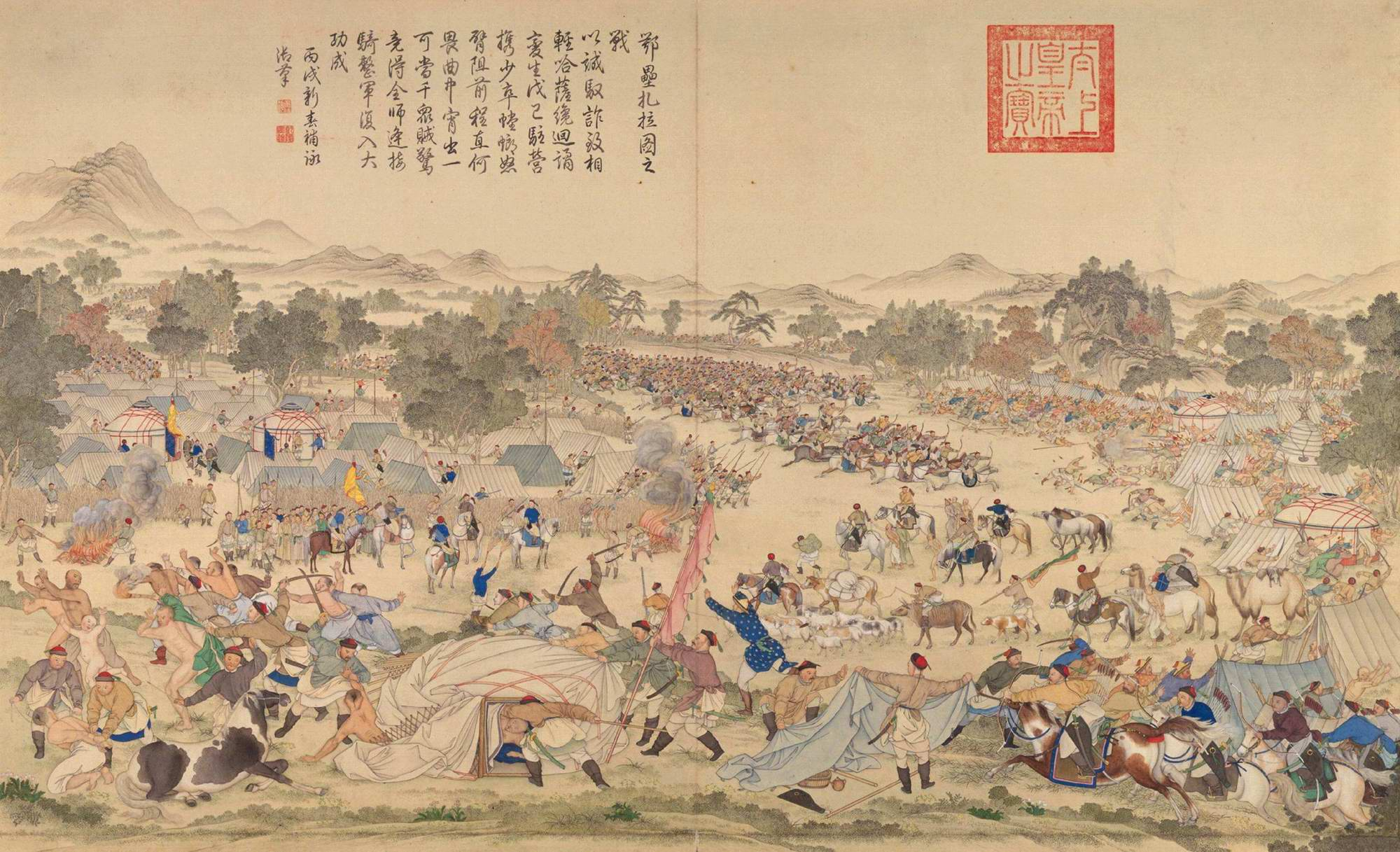
Bức tranh vẽ Trận Oroi-Jalatu năm 1758, trong đó nhà Thanh đánh bại Dzungar.

Đây là bảng danh sách liệt kê các trận đánh và chiến tranh trong lịch sử Trung Quốc, được hệ thống hoá dựa trên sự kiện ứng với từng năm một.

## Thượng cổ Trung Quốc

### Nhà Hạ
| - - TK 26 TCN－Trận Phản Tuyền - TK 26 TCN－Trận Trác Lộc - TK 21 TCN－Trận Đất Cam |

## Nhà Thương
| - TK 16 TCN－Thương diệt Hạ - Khoảng Năm 1600 TCN－Trận Minh Điều - TK 11 TCN－Trụ Phạt Đông Di |

## Nhà Chu (Bao gồm thời Xuân Thu)
| - TK 12 TCN－Đầu TK 11 TCN－Võ Vương Phạt Trụ - 1046 TCN－Trận Mục Dã - TK 11 TCN－Chu Công Đông Chinh - Giữa TK 9 TCN－Chu Lệ Vương chinh phạt Hoài Di - Năm 841 TCN－Loạn nhà Chu - Năm 822 TCN－Chu Tuyên Vương Đông Chinh - Năm 789 TCN－Trận Thiên Mẫu - Năm 739 TCN－Trận Hoàn Thúc - Năm 722 TCN－Loạn Cộng Thúc Đoạn ở Trịnh - Năm 719 TCN－Trận Đông Môn - Năm 718 TCN－Trận Chế Bắc - Năm 718 TCN－Trận Trường Cát - Năm 712 TCN－Trận Tức Cạnh - Năm 709 TCN－Trận Phần Thấp - Năm 707 TCN－Trận Nhu Cát - Năm 704 TCN－Trận Khúc Ốc diệt Dực - Năm 701 TCN－Trận Bồ Tao - Năm 698 TCN－Trận Ngưu Thủ - Năm 685 TCN－Trận Lỗ Kiền Thì - Năm 684 TCN－Trận Trường Thược - Năm 684 TCN－Trận Sái Tân - Năm 684 TCN－Trận Lỗ Thừa Khâu - Năm 682 TCN－Loạn Nam Cung Trường Vạn ở Tống - Năm 679 TCN－Trận Khúc Ốc diệt Tấn - Năm 676 TCN－Trận Ba Na Xử - Năm 675 TCN－Loạn Vương Tử Đồi Nhà Chu - Năm 672 TCN－Trận Hà Dương - Năm 660 TCN－Trận Huỳnh Trạch - Năm 659 TCN－Trận Cử Ly - Năm 657 TCN－Trận Từ Nhân Thủ Thư - Năm 654 TCN－Trận Tân Thành - Năm 645 TCN－Trận Hàn Nguyên - Năm 645 TCN－Trận Lâu Lâm - Năm 642 TCN－Trận Ty Lâu - Năm 638 TCN－Trận Hoằng Thủy - Năm 638 TCN－Trận Thăng Hình - Năm 636 TCN－Loạn Vương Tử Đái Nhà Chu - Năm 632 TCN－Trận Thành Bộc - Năm 627 TCN－Trận Tấn Cơ - Năm 627 TCN－Trận Hào Sơn - Năm 627 TCN－Trận Thị Thủy - Năm 625 TCN－Trận Bành Nha - Năm 624 TCN－Trận Vương Quang - Năm 620 TCN－Trận Linh Hồ - Năm 617 TCN－Chiến tranh Tần Tấn - Năm 615 TCN－Trận Hà Khúc - Năm 608 TCN－Trận Bắc Lâm - Năm 599 TCN－Trận Dĩnh Bắc - Năm 597 TCN－Trận Tân Trịnh - Năm 594 TCN－Trận Phụ Thị - Năm 588 TCN－Trận Khâu Dư - Năm 582 TCN－Trận Cừ Khâu - Năm 579 TCN－Trận Giao Cương - Năm 578 TCN－Trận Ma Toại - Năm 575 TCN－TrậnYên Lăng - Năm 575 TCN－Trận Chước Lăng - Năm 575 TCN－Trận Dĩnh Thượng - Năm 574 TCN－Trận Cao Thị - Năm 573 TCN－Trận Bành Thành - Năm 572 TCN－Trận Vị Thượng - Năm 570 TCN－Trận Chậm Tư - Năm 564 TCN－Trận Âm Khẩu - Năm 560 TCN－Trận Dung Phổ - Năm 559 TCN－Trận Vực Lâm - Năm 559 TCN－Trận Cao Chu - Năm 558 TCN－Trận Trạm Phản - Năm 555 TCN－Trận Bình Âm - Năm 555 TCN－Trận Phí Hoạt - Năm 550 TCN－Trận Huỳnh Đình - Năm 550 TCN－Trận Bồ Hầu Thị - Năm 549 TCN－Trận Cức Trạch - Năm 548 TCN－Trận Thư Cưu - Năm 547 TCN－Trận Mao Thị - Năm 546 TCN－Trận Nhị Binh - Năm 541 TCN－Trận Thái Nguyên - Năm 538 TCN－Trận Chu Phương - Năm 537 TCN－Trận Thước Ngạn - Năm 537 TCN－Trận Phẫn Tuyền - Năm 536 TCN－Trận Phòng Chung - Năm 530 TCN－Trận Dự Chương - Năm 525 TCN－Trận Trường Ngạn - Năm 519 TCN－Trận Kê Phụ - Năm 513 TCN－Trận Vận Dân Hội - Năm 508 TCN－Trận Dự Chương lần 2 - Năm 506 TCN－Trận Bách Cử - Năm 505 TCN－Trận Phục Dĩnh - Năm 501 TCN－Trận Trung Mưu - Năm 496 TCN－Trận Tuy Lý - Năm 494 TCN－Trận Phu Tiêu - Năm 486 TCN－Trận Ung Khâu - Năm 484 TCN－Trận Tắc Khúc - Năm 484 TCN－Trận Ngải Lăng |

## Chiến Quốc
| - Trận Lạp Trạch - 478 TCN - Năm 455 TCN－Năm 453 TCN－Trận Tấn Dương - Năm 389 TCN－Trận Âm Tấn - Năm 381 TCN－Trận Cức Bồ - Năm 369 TCN－Trận Trọc Trạch - Năm 366 TCN－Năm 322 TCN－Trận Hà Tây - Năm 354 TCN－Năm 353 TCN－Trận Quế Lăng - Năm 341 TCN－Trận Mã Lăng - Năm 318 TCN－Trận Hàm Cốc Quan - Năm 312 TCN－Trận Lan Điền - Năm 308 TCN－Trận Nghi Dương - Năm 301 TCN－Trận Thùy Sa - Năm 293 TCN－Trận Y Khuyết - Năm 284 TCN－Trận Tế Tây - Năm 284 TCN－Năm 279 TCN－Trận Tức Mặc - Năm 280 TCN－Trận Kiềm Trung - Năm 279 TCN－Năm 278 TCN－Trận Yên Dĩnh - Năm 273 TCN－Trận Hoa Dương - Năm 269 TCN－Trận Yên Dữ - Năm 264 TCN－Trận Hình Thành - Năm 260 TCN－Trận Trường Bình - Năm 259 TCN－Năm 257 TCN－Trận Hàm Đan - Năm 251 TCN－Trận Cao Đại - Năm 247 TCN－Trận Hà Ngoại - Năm 236 TCN－Năm 221 TCN－Tần Thống Nhất Lục Quốc |

## Nhà Tần (Năm 221—Năm 206 TCN)
| - Năm 214 TCN－Năm 213 TCN－Chiến dịch chinh phạt Hung Nô của Mông Điềm - Năm 209 TCN－Trần Thắng, Ngô Quảng Chiến tranh Nông Dân Cuối Tần | - Năm 209 TCN－Trận Đất Hí - Năm 208 TCN－Hạng Vũ, Lưu Bang diệt Tần | - Năm 207 TCN－Trận Cự Lộc - Năm 207 TCN－Trận Chương Ô |

## Nhà Hán (bao gồm Nhà Tân, Năm 206 TCN－Năm 220)
| - Năm 206 TCN－Năm 202 TCN－Hán Sở Tranh Hùng - Năm 206 TCN－Trận Trần Thương - Năm 205 TCN－Trận Bành Thành - Năm 205 TCN－Trận Thành Cao - Năm 205 TCN－Hàn Tín chinh phạt diệt Triệu, Yên, Tề - Năm 205 TCN－Trận An Ấp - Năm 204 TCN－Trận Tỉnh Hình - Năm 203 TCN－Trận Duy Thủy - Năm 202 TCN－Trận Cai Hạ - Năm 201 TCN－Năm 36 TCN－Chiến tranh Hán - Hung Nô - Năm 200 TCN－Trận Bạch Đăng - Năm 180 TCN－Loạn Họ Lữ - Năm 154 TCN－Loạn Bảy Nước Chư Hầu - Năm 154 TCN－Trận Hạ Ấp - Năm 144 TCN－Trận Thượng Quận - Năm 133 TCN－Trận Mã Ấp - Năm 127 TCN－Trận Hà Nam - Năm 124 TCN－Trận Mạc Nam - Năm 121 TCN－Trận Hà Tây - Năm 119 TCN－Trận Mạc Bắc | - Đông Năm 112 TCN－Hán bình định Nam Việt - Đông Năm 111 TCN－Hán bình định Đông Việt - Năm 111 TCN－Năm 110 TCN－Hán bình định Tây Khương - Năm 99 TCN－Trận Tuấn Kê Sơn - Năm 90 TCN－Trận Yên Nhiên Sơn - Năm 61 TCN－Triệu Sung bình định Tây Khương - Năm 36 TCN－Trần Thang diệt Chất Chi Đơn Vu - Năm 17－Năm 25： Khởi Nghĩa Lục Lâm - Năm 18－Năm 27： Khởi Nghĩa Xích My - Năm 22： Trận Thành Xương - Năm 23： Trận Côn Dương - Năm 26： Trận Đỗ Lăng - Năm 27： Trận Hồ Huyền - Năm 27： Trận Hào Để - Năm 27： Trận Nghi Dương - Năm 23－26： Lưu Tú Thống Nhất Hà Bắc - Năm 24－Năm 27： Lưu Tú công phá Quan Trung, Lạc Dương - Năm 25： Chiến tranh Thống Nhất Đông Hán - Năm 26： Đông Hán Thống Nhất Quan Đông - Năm 26： Trận Chương Thủy | - Năm 26： Trận Tuy Dương - Năm 27： Trận Lê Khâu - Năm 29： Trận Chúc A, Lâm Truy - Năm 30： Đông Hán bình định Lũng Tây - Năm 30－Năm 185： Chiến tranh Đông Hán - Khương - Năm 32： Trận Thiên Thủy - Năm 33－Năm 158： Chiến tranh Đông Hán – Hung Nô - Năm 35： Đông Hán diệt Thục - Năm 35： Đông Hán công phá Công Tôn Thuật - Năm 35： Trận Quảng Đô, Thành Đô - Năm 40－Năm 43： Khởi nghĩa Hai Bà Trưng - Năm 42－Năm 43： Chiến tranh chống nhà Hán của Hai Bà Trưng - Năm 45－Năm 186： Chiến tranh Đông Hán – Tiên Ti - Năm 73－Năm 175： Chiến tranh Đông Hán và các nước Tây Vực - Năm 75－Năm 76： Trận Sơ Lặc Thành - Năm 89： Trận Kê Lạc Sơn - Năm 115： Trận Xích Đình - Năm 184－Năm 192： Khởi Nghĩa Hoàng Cân - Năm 184： Trận Trường Xã - Năm 184： Trận Quảng Tôn - Năm 184： Trận Hạ Khúc Dương |

## Thời Tam Quốc (Năm 184－280)
| - Năm 190： Chư hầu thảo phạt Đổng Trác - Năm 190： Trận Lỗ Dương - Năm 191: Trận Giới Kiều - Năm 191－Năm 208： Tào Tháo thống nhất phương Bắc - Năm 192： Trận Vũ Dương - Năm 192： Trận Duyện Châu - Năm 195： Trận Định Đào - Năm 200： Trận Quan Độ - Năm 200： Trận Từ Châu - Năm 200： Trận Bạch Mã - Năm 200： Trận Ô Sào - Năm 207： Trận Bạch Lang Sơn - Năm 195－Năm 199： Tôn Sách bình định Giang Đông - Năm 195： Trận Khúc A - Năm 198： Trận Nhương Thành | - Năm 208： Trận Trường Bản - Năm 208： Trận Xích Bích - Năm 208： Trận Lâm Lịch Sơn - Năm 211: Trận Đồng Quan - Năm 211: Trận Vị Nam - Năm 211－Năm 214: Trận Ích Châu - Năm 212: Trận Ký Thành - Năm 214： Trận Hoàn Thành - Năm 215： Trận Hợp Phì - Năm 215： Trận Ba Tây - Năm 218－Năm 219： Trận Hán Trung - Năm 219： Trận Phiền Thành - Năm 219： Trận Giang Lăng - Năm 221－Năm 222： Trận Di Lăng - Năm 223： Trận Nhu Tu Khẩu - Năm 224： Trận Quảng Lăng | - Năm 225： Gia Cát Lượng Nam Chinh - Năm 228－Năm 234： Gia Cát Lượng Bắc Phạt - Năm 234－Năm 237： Ngô bình định Sơn Việt - Năm 238： Ngụy diệt Công Tôn Uyên ở Liêu Đông - Năm 244： Trận Hán Trung - Năm 248： Khởi nghĩa Bà Triệu - Năm 249： Trận Khúc Thành - Năm 252： Trận Đông Hưng - Năm 253－Năm 262： Khương Duy Bắc Phạt - Năm 253： Trận Nam An, Hợp Phì - Năm 257－Năm 258： Trận Thọ Xuân - Năm 263： Nguỵ diệt Thục - Năm 264： Trận Vĩnh An - Năm 272： Trận Tây Lăng |

## Nhà Tấn (bao gồm 5 triều 16 nước, Năm 280－420)
| - Năm 279： Trận Lương Châu - Năm 279： Tấn diệt Ngô - Năm 291－Năm 306： Loạn Bát Vương - Năm 296－Năm 315： Khởi nghĩa lưu dân những năm cuối Tây Tấn - Năm 305－Năm 307： Loạn Trần Mẫn - Năm 311： Trận Trữ Bình Thành - Năm 311－Năm 315： Khởi Nghĩa Đỗ Thao - Năm 312： Trận Tương Quốc - Năm 314： Trận U Châu - Năm 316： Trận Trường An - Năm 317： Trận Huỳnh Dương - Năm 319： Trận Tuấn Nghĩa - Năm 319： Trận Cức Thành - Năm 328： Trận Lạc Dương - Năm 350： Trận Tương Quốc lần 2 - Năm 354： Trận Lỗ Khẩu - Năm 355： Trận Quảng Cố - Năm 361： Trận Dã Vương - Năm 383： Trận Phì Thủy | - Năm 386－Năm 439： Bắc Ngụy thống nhất phương Bắc - Năm 387： Trận Lương Châu lần 2 - Năm 389： Trận Đại Giới - Năm 390： Trận Hạnh Thành Trấn - Năm 395： Trận Tham Hợp Pha - Năm 399－Năm 402： Khởi Nghĩa Tôn Ân - Năm 402－Năm 411： Khởi Nghĩa Lư Tuần - Năm 404： Trận Phú Chu Sơn |

## Thời Nam Bắc Triều (Năm 368 – 589)
| - Năm 427： Trận Thống Vạn - Năm 430： Trận Bình Lương - Năm 433： Trận Hán Trung - Năm 449： Trận Ung Châu - Năm 450： Trận Thiểm Thành - Năm 459： Trận Quảng Lăng - Năm 466： Trận Bành Thành - Năm 467－Năm 469： Trận Thanh Châu - Năm 474： Trận Kiến Khang - Năm 479－Năm 500： Chiến tranh Nam Tề-Bắc Ngụy - Năm 479： Trận Thọ Dương - Năm 494： Trận Hoài Hán - Năm 495： Trận Hán Trung lần 2 - Năm 497： Trận Nam Dương - Năm 503： Trận Chung Li, Trận Nghĩa Dương - Năm 506： Trận Hợp Phì - Năm 507： Trận Chung Li - Năm 515： Trận Giáp Thạch - Năm 503－Năm 527： Chiến tranh Lương - Bắc Ngụy - Năm 547－Năm 552： Loạn Hầu Cảnh - Năm 534－Năm 535： Bắc Ngụy Phân Liệt - Năm 537： Trận Đồng Quan - Năm 537： Trận Sa Uyển - Năm 543： Trận Mang Sơn - Năm 544－Năm 602： Chiến tranh Lương, Tùy - Tiền Lý - Năm 546： Trận Ngọc Bích - Năm 554－Năm 555: Trận Giang Lăng - Năm 564： Trận Lạc Dương - Năm 567： Trận Độn Khẩu - Năm 569： Trận Nghi Dương, Phần Bắc - Năm 575： Trận Hà Âm - Năm 576： Trận Bình Dương - Năm 580： Trận Lợi Châu - Năm 580： Trận Vũ Thiệp - Năm 580： Trận Nghiệp Thành - Năm 580： Trận Lương Quận - Năm 580： Trận Kim Hương - Năm 580： Trận Thủy Châu |

## Nhà Tùy(Năm 589－618)
| - Năm 581－Năm 589： Nhà Tùy Thống Nhất Thiên Hạ - Năm 581： Trận Phong Lợi Sơn - Năm 582： Trận Khả Lạc Cai Sơn - Năm 582： Trận Chu Hàn - Năm 583： Trận Bạch Đạo - Năm 583： Trận Cao Việt Nguyên - Năm 583： Trận Sa Thành - Năm 588－Năm 589： Chiến tranh Tùy tiêu diệt Trần - Năm 588： Trận Lang Vĩ Than - Năm 589： Trận Kỳ Đình, Duyên Châu - Năm 589： Trận Bạch Thổ Cương - Năm 589： Trận Tương Châu - Năm 589： Trận Nam Khang - Năm 589： Trận Nam Định Châu - Năm 598： Chiến tranh Tùy – Cao Câu Ly - Năm 602： Nhà Tùy bình định Lý Phật Tử - Năm 610－Năm 618： Chiến tranh nông dân cuối thời Tùy - Năm 615： Trận Long Môn - Năm 615： Trận Nhạn Môn - Năm 616： Trận Đại Hải Tự - Năm 616： Trận Tước Thử Cốc - Năm 617： Trận Lạc khẩu Thương - Năm 617： Trận Thạch Tử Hà - Năm 617： Trận Hà Gian - Năm 617： Trận Hắc Thạch - Năm 618： Trận Lạc Nam - Năm 618： Trận Hiển Phúc Cung - Năm 618： Trận Lê Dương - Năm 618： Trận Mang Sơn |

## Nhà Đường(Năm 618—907)
| - Năm 617： Trận Hoắc Ấp - Năm 618－Năm 624： Nhà Đường Thống Nhất Thiên Hạ - Năm 618： Trận Thiển Thủy - Năm 619： Trận Bách Bích - Năm 620－Năm 657： Chiến tranh Đường - Đột Quyết - Năm 620： Trận Lạc Dương, Hổ Lao - Năm 621： Trận Hổ Lao - Năm 622： Trận Minh Thủy - Năm 622： Trận Linh Châu - Năm 622： Trận Hạ Bác - Năm 623－Năm 907： Chiến tranh Đường - Thổ Phiên - Năm 623： Trận Dân Châu - Năm 624： Trận Ngũ Lũng Phản - Năm 626： Chính Biến Huyền Vũ Môn - Năm 626： Trận Kính Dương - Năm 629： Trận Âm Sơn - Năm 638： Trận Tùng Châu - Năm 644－Năm 668： Chiến tranh Đường – Cao Câu Li - Năm 660－Năm 887： Trận Khế Đan, Hề Đẳng - Năm 661： Trận Bình Nhưỡng - Năm 662： Trận Thiên Sơn - Năm 663： Trận Bạch Giang Khẩu - Năm 670： Trận Đại Phi Xuyên - Năm 670－Năm 676： Chiến tranh La Đường - Năm 678： Trận Thanh Hải - Năm 679： Trận Hắc Sơn, Sóc Châu - Năm 682： Trận Vân Châu - Năm 686： Trận Lưỡng Tỉnh - Năm 692： Trận An Tây - Năm 696： Trận Tố La Hãn Sơn - Năm 696： Trận Hoàng Chương Cốc - Năm 697： Trận Đông Giáp Thạch Cốc - Năm 698： Trận Thiên Môn Lĩnh - Năm 712： Trận Lãnh Hình - Năm 713－Năm 722： Khởi nghĩa Mai Hắc Đế - Năm 714： Trận Loan Thủy Cốc - Năm 714： Trận Vũ Nhai - Năm 727： Trận Thanh Hải Lần 2 - Năm 727： Trận Qua Châu - Năm 729： Trận Thạch Bảo Thành - Năm 747： Trận Tích Thạch Quân - Năm 748： Trận Thanh Hải Lần 3 - Năm 749： Trận Thạch Bảo Thành Lần 2 - Năm 751： Trận Đát La Tư - Năm 750－Năm 875： Chiến tranh Đường – Nam Chiếu - Năm 755－Năm 763： Loạn An Sử - Năm 755： Phạm Dương Khởi Binh - Năm 755： Trận Huỳnh Dương - Năm 756： Trận Thường Sơn - Năm 756： Trận Ung Khâu - Năm 756： Trận Cửu Môn - Năm 756： Trận Gia Sơn - Năm 756： Trận Nam Dương - Năm 756： Trận Linh Bảo - Năm 756： Trận Trần Đào Tà - Năm 756： Trận Trữ Lăng - Năm 757： Trận Thái Nguyên - Năm 757： Trận Tuy Dương - Năm 757： Trận Hà Đông - Năm 758： Trận Nghiệp Thành - Năm 759： Trận Hà Dương - Năm 761： Trận Mang Sơn - Năm 764： Trận Bân Châu - Năm 765： Trận Phụng Thiên, Linh Thai - Năm 766－Năm 791： Khởi nghĩa Phùng Hưng - Năm 779： Trận Kiến Nam, Tây Xuyên - Năm 781： Trận Lâm Minh - Năm 782： Trận Hoàn Thủy - Năm 782： Trận Ngụy Châu - Năm 783－Năm 784： Binh Biến Kính Nguyên - Năm 783： Trận Phụng Thiên - Năm 784： Trận Bối Châu - Năm 784－Năm 785： Trận Hà Trung - Năm 786： Trận Khiên Thành - Năm 794： Trận Thần Xuyên - Năm 801： Trận Duy Châu - Năm 817： Trận Sái Châu - Năm 859－Năm 866： Chiến tranh kháng cự Nam Chiếu ở Giao Chỉ - Năm 868： Khởi Nghĩa Bàng Huân - Năm 869－Năm 870： Trận Thành Đô - Năm 875： Khởi Nghĩa Vương Tiên Chi - Năm 875－Năm 884： Chiến tranh nông dân cuối thời Đường - Năm 874－Năm 884： Khởi Nghĩa Hoàng Sào - Năm 880： Trận Tín Châu - Năm 880： Trận Đồng Quan - Năm 880： Trận Trường An - Năm 902： Trận Hà Đông |

## Ngũ Đại Thập Quốc (Năm 907－960)
| - Năm 905 – Năm 930： Chính quyền họ Khúc ở An Nam - Năm 907： Trận Lộ Châu - Năm 909： Trận Tượng Nha Đàm - Năm 910： Trận Bách hương - Năm 915： Trận Ngụy Châu - Năm 917： Trận U Châu - Năm 918： Trận Hồ liễu Pha - Năm 923： Hậu Đường diệt Hậu Lương - Năm 923： Trận Dương Lưu - Năm 925： Hậu Đường diệt Tiền Thục - Năm 926： Chiến tranh Liêu - Bột Hải - Năm 928： Trận Định Châu - Năm 936： Hậu Tấn diệt Hậu Đường - Năm 938： Chiến tranh Ngô – Nam Hán - Năm 943－Năm 946： Khiết Đan diệt Hậu Tấn - Năm 945： Trận Dương Thành, Hô Đà - Năm 948－Năm 949： Trận Hà Trung - Năm 950： Quách Uy diệt Hậu Hán - Năm 954： Trận Cao Bình - Năm 955： Trận Tần Phượng - Năm 955： Trận Thọ Châu - Năm 956： Trận Tử Kim Sơn - Năm 958－Năm 959： Trận Hà Bắc - Năm 955－Năm 958： Hậu Chu công phá Nam Đường - Năm 956： Trận Lục Hợp - Năm 957： Trận Hoài Nam |

## Nhà Tống (Năm 960－1279)
| - Năm 962－Năm 979： Chiến tranh Tống thống nhất Thập Quốc - Năm 963： Trận Kinh Hồ - Năm 964： Trận Kiếm Môn - Năm 964： Trận Quỳ Châu - Năm 970： Trận Thiều Châu - Năm 974： Trận Thái Thạch - Năm 975： Trận Tần Hoài Hà - Năm 975： Trận Hoàn Khẩu - Năm 979－Năm 1004： Chiến tranh Tống - Liêu - Năm 979： Trận Cao Lương Hà - Năm 979： Trận Mãn Thành - Năm 980： Trận Nhạn Môn - Năm 980： Trận Ngõa Kiều Quan - Năm 981： Trận Bạch Đằng Giang - Năm 982－Năm 1127： Chiến tranh Tống – Tây Hạ - Năm 986： Trận Kì Câu Quan - Năm 986： Trận Quân Tử Quán - Năm 986： Trận Đại Châu - Năm 989： Trận Từ Hà - Năm 993－Năm 996： Khởi Nghĩa Vương Tiểu Ba, Lý Thuận - Năm 999－Năm 1000： Trận Hà Bắc - Năm 1004： Trận Thiền Châu - Năm 993－Năm 1019： Chiến tranh Cao Li - Khiết Đan - Năm 1035： Trận Thiện Châu - Năm 1040： Trận Tam Xuyên Khẩu - Năm 1041： Trận Hảo Thủy Xuyên - Năm 1042： Trận Định Xuyên Trại - Năm 1049： Trận Hà Nam, Lương Châu - Năm 1053： Trận Côn Lôn Quan - Năm 1057： Trận Đoạn Ổ Đạo - Năm 1074： Trận Định Khương Thành - Năm 1075－Năm 1077： Chiến tranh Hy Ninh Tống Việt - Năm 1081： Trận Linh Châu - Năm 1082： Trận Vĩnh Nhạc Thành - Năm 1114－Năm 1125： Chiến tranh Kim – Liêu - Năm 1114： Trận Ninh Giang Châu - Năm 1114： Trận Xuất Hà Điếm - Năm 1115： Trận Đạt Lỗ Cổ Thành - Năm 1115： Trận Hộ Bộ Đạt Cương - Năm 1115： Trận Yến Châu - Năm 1119： Khởi Nghĩa Tống Giang - Năm 1120： Khởi Nghĩa Phương Lạp - Năm 1121： Trận Bang Nguyên Động - Năm 1125－Năm 1234： Chiến tranh Tống – Kim - Năm 1125－Năm 1126： Trận Thái Nguyên - Năm 1125－Năm 1127： Trận Đông Kinh Kim diệt Bắc Tống - Năm 1127－Năm 1128： Khởi nghĩa Thiệu Hưng kháng Kim - Năm 1127－Năm 1133： Khởi nghĩa Bát Tự kháng Kim - Năm 1127： Khởi nghĩa Hồng Cân Quân kháng Kim - Năm 1130－Năm 1134： Trận Xuyên Thiểm - Năm 1130－Năm 1135： Chung Tương, Khởi nghĩa Dương Yêu - Năm 1130： Trận Hoàng Thiên Đãng - Năm 1130－Năm 1132： Trận Kiến Châu - Năm 1130－Năm 1131： Trận Hạ Chỉ Giang - Năm 1130： Trận Phú Bình - Năm 1131： Trận Súc Đầu Hồ - Năm 1131： Trận Hòa Thượng Nguyên - Năm 1132： Trận Đức An - Năm 1133： Trận Nhiêu Phượng Quan - Năm 1133： Trận Cố Thạch Động - Năm 1133： Trận Dương Vũ Khẩu - Năm 1134： Trận Tiên Nhân Quan - Năm 1134： Trận Xã Mộc Trại - Năm 1134： Trận Đại Nghi - Năm 1135： Trận Động Đình Hồ - Năm 1140： Trận Thuận Xương - Năm 1140： Trận Yển Thành - Năm 1141： Trận Giá Cao - Năm 1141： Trận Diệm Gia Loan - Năm 1161－Năm 1164: Khởi nghĩa Ngụy Thắng kháng Kim - Năm 1161： Trận Tạo Giác Lâm - Năm 1161－Năm 1163： Trận Đức Thuận Quân - Năm 1161： Trận thủy chiến đảo Trần Gia - Năm 1161： Trận Thái Thạch lần 2 - Năm 1162： Trận Hải Châu - Năm 1179－Năm 1202： Chiến dịch thống nhất Mông Cổ của Thành Cát Tư Hãn - Năm 1189： Trận Thập Tam Dực - Năm 1202： Trận Khoát Diệc Điền - Năm 1203： Trận Hợp Lan Chân Sa Đà Chiết Chiết Vận Đô - Năm 1204： Trận Nạp Hốt Hôn Sơn Bất Hắc Đô Nhi Ma - Năm 1205－Năm 1227： Chiến tranh Mông Cổ - Tây Hạ - Năm 1206： Trận Lục Hợp - Năm 1207： Trận Tần Châu - Năm 1211－Năm 1234： Chiến tranh Mông Cổ - Kim - Năm 1211： Trận Biên Bảo Trại - Năm 1211： Trận Dã Hồ Lĩnh - Năm 1211： Khởi nghĩa Hồng Áo Cân kháng Kim - Năm 1214： Trận Trung Đô - Năm 1215： Trận Bắc Kinh - Năm 1216： Trận Đồng Quan, Nam Kinh - Năm 1217： Trận Tương Dương - Năm 1217 - Năm 1219： Trận Tảo Dương - Năm 1219－Năm 1224： Chiến dịch Tây chinh lần 1 của Mông Cổ - Năm 1219－Năm 1221： Trận Hà Trung - Năm 1220： Trận Xuân Bất Hoa Lạt - Năm 1220： Trận Tát Ma Nhi Hãn - Năm 1220： Trận Ngọc long Kiệt Xích - Năm 1221： Trận Nhĩ Sa Bất Nhi - Năm 1221： Trận Phạm Duyên Bảo - Năm 1221： Trận Thân Hà - Năm 1221： Trận Tháp Lý Hàn - Năm 1223： Trận Già Lặc Già Hà - Năm 1231－Năm 1273： Chiến tranh Mông Cổ - Cao Li - Năm 1232： Trận Tam Phong Sơn - Năm 1233－Năm 1234： Trận Thái Châu - Năm 1234： Mông Cổ tiêu diệt nhà Kim - Năm 1234－Năm 1279： Chiến tranh Tống – Nguyên - Năm 1235－Năm 1241： Oa Khoát Đài đánh Tống - Năm 1235： Trận Miện Châu - Năm 1236－Năm 1241： Chiến dịch Tây chinh lần 2 của Mông Cổ - Năm 1236： Trận Chân Châu - Năm 1236： Trận Dương Bình Quan - Năm 1236： Trận Giang Lăng - Năm 1237： Trận Hoàng Châu - Năm 1238： Trận Lư Châu - Năm 1238： Trận Kinh Tương - Năm 1240： Trận Khất Ngõa - Năm 1241： Trận Tái Ước Hà - Năm 1243： Trận Dư Giới Phòng Thục - Năm 1244： Trận Thọ Xuân - Năm 1252－Năm 1260： Chiến dịch Tây chinh lần 3 của Mông Cổ - Năm 1254： Trận Áp Xích Thành - Năm 1256： Trận Mạch Môn Để Tư - Năm 1257： Chiến tranh Nguyên Mông - Đại Việt lần 1 - Năm 1257： Trận Để Cách Lý Tư Hà - Năm 1257： Trận Ba Cách Đạt - Năm 1258－Năm 1259： Trận Ngạc Châu - Năm 1258－Năm 1259： Trận Điếu Ngư Thành - Năm 1259： Trận Ngạch Phất Lạp Đặc Hà - Năm 1259： Trận A Lặc Pha Thành - Năm 1260： Trận Đại Mã Sĩ Cách - Năm 1260－Năm 1261： Hốt Tất Liệt bình định A Lý Bất Kha - Năm 1264： Trận Hổ Khiếu Sơn - Năm 1268－Năm 1279: Chiến tranh nhà Nguyên bình định nhà Tống - Năm 1268： Trận Tương Phàn - Năm 1273－Năm 1275： Trận Hoài Tây - Năm 1274： Trận Dĩnh Châu - Năm 1274： Trận Sa Dương, Tân Thành - Năm 1274： Trận Ngạc Châu - Năm 1274－Năm 1275：Trận Gia Định - Năm 1275： Trận Đinh Gia Châu - Năm 1275： Trận Nhạc Châu - Năm 1275： Trận Tiêu Sơn - Năm 1275： Trận Lâm An - Năm 1275： Trận Thường Châu - Năm 1275－Năm 1278: Trận Trùng Khánh - Năm 1275－Năm 1276: Trận Dương Châu - Năm 1275： Trận Đàm Châu - Năm 1276－Năm 1277： Trận Lư Châu - Năm 1276： Trận Tĩnh Giang - Năm 1276－Năm 1278： Văn Thiên Tường phản công ở Giang Tây - Năm 1277： Nhà Nguyên bình định Cát Lý - Năm 1277： Trận Mang Thị Hà - Năm 1279： Trận Nhai Sơn |

## Nhà Nguyên (Năm 1271－1368)
| - Năm 1274： Chiến tranh Nguyên Nhật lần 1 - Năm 1281： Chiến tranh Nguyên Nhật lần 2 - Năm 1282－Năm 1284： Nhà Nguyên đánh Chiêm Thành - Năm 1284－Năm 1285： Chiến tranh Nguyên Mông - Đại Việt lần 1 - Năm 1287－Năm 1288： Chiến tranh Nguyên Mông - Đại Việt lần 2 - Năm 1287： Nguyên diệt Nạp Nhan - Năm 1288－Năm 1301： Nguyên bình định Hải Đô - Năm 1351－Năm 1368： Chiến tranh cuối thời Nguyên - Năm 1352： Trận Vũ Xương - Năm 1352： Trận Giang Châu - Năm 1355： Trận Hòa Châu - Năm 1356－Năm 1367： Chu Nguyên Chương thống nhất Giang Nam - Năm 1356： Trận Cát Khánh - Năm 1357： Trận Thiểm Tây - Năm 1357： Trận Huy Châu - Năm 1357： Trận Trùng Khánh - Năm 1358： Trận Kiến Đức - Năm 1358： Trận Vụ Châu - Năm 1361： Trận An Khánh, Giang Châu - Năm 1361－Năm 1362： Nhà Nguyên trấn áp Hồng Cân Quân tại Sơn Đông - Năm 1363： Trận Hồ Bà Dương - Năm 1364： Trận Vũ Xương Lần 2 - Năm 1365： Trận Tân Thành - Năm 1365－Năm 1366： Trận Lưỡng Hoài - Năm 1366： Trận Hồ Châu - Năm 1366－Năm 1367： Trận Bình Giang |

## Nhà Minh (Năm 1368－1644)
| - Năm 1367－Năm 1369： Nhà Minh diệt Nguyên - Năm 1367－Năm 1368： Trận Sơn Đông - Năm 1367－Năm 1368： Nhà Minh bình định đất Mân - Năm 1367－Năm 1368： Trận Phúc kiến - Năm 1368： Trận Hà Nam - Năm 1368： Trận Hà Bắc, Đại Đô - Năm 1368－Năm 1369： Trận Sơn Tây - Năm 1368： Trận Thái Nguyên (Nhà Minh) - Năm 1369： Nhà Minh bình định Thiểm Tây, Cam Túc - Năm 1370－Năm 1396： Minh Thái Tổ Bắc phạt - Năm 1371： Minh diệt Hạ - Năm 1371： Trận Quỳ Châu - Năm 1371： Trận Giai Văn - Năm 1381－Năm 1382： Nhà Minh bình định Vân Nam - Năm 1381： Trận Khúc Tĩnh - Năm 1399－Năm 1402： Chính Biến Tĩnh Nan - Năm 1399： Trận Chân Định - Năm 1399： Trận Bắc Bình - Năm 1399： Trận Trịnh Thôn Bá - Năm 1400： Trận Bạch Câu Hà - Năm 1401： Trận Giáp Hà - Năm 1401： Trận Hô Đà Hà - Năm 1406－Năm 1407： Chiến tranh Minh - Đại Ngu - Năm 1408－Năm 1414： Nhà Minh bình định Việt Nam - Năm 1410－Năm 1424： Minh Thành Tổ viễn chinh Mạc Bắc - Năm 1412： Trận Thần Đầu Hải - Năm 1418－Năm 1427： Khởi nghĩa Lam Sơn - Năm 1419： Trận Hải Qua - Năm 1436－Năm 1448： Trận Lộc Xuyên - Năm 1438： Trận Lang Sơn, Ngột Lỗ Nãi Trì - Năm 1441： Trận Lộc Xuyên lần 2 - Năm 1449－Năm 1461： Đại khởi nghĩa nhân dân các tộc Hồ Quảng, Quý Châu - Năm 1449： Trận Thổ Mộc - Năm 1449： Trận Bắc Kinh - Năm 1465－Năm 1466： Trận Đại Đằng Hạp - Năm 1473： Trận Hồng Diêm Trì - Năm 1510－Năm 1512： Khởi nghĩa Lưu Lục, Lưu Thất - Năm 1533： Trận Xuân Tây Hải - Năm 1536： Trận Thu Bắc Hà Đôn - Năm 1547－Năm 1565： Chiến tranh Minh - Nhật - Năm 1555： Trận Vương Giang Hình - Năm 1556： Trận Xạ Phổ, Đông Thẩm Trang - Năm 1561： Trận Đài Châu - Năm 1561： Trận Tân Hà - Năm 1561： Trận Hoa Nhai - Năm 1561： Trận Thượng Phong Lĩnh - Năm 1561： Trận Trường Sa - Năm 1562： Trận Hoành Tự - Năm 1562： Trận Lâm Đôn - Năm 1563： Trận Tiên Du - Năm 1565－Năm 1586： Minh diệt Ngô Bình - Năm 1566： Trận Vạn Toàn Hữu Vệ - Năm 1573： Minh bình định bộ lạc Đô Chưởng - Năm 1583－Năm 1584： Loạn Nhạc Phượng - Năm 1583－Năm 1619： Chiến tranh Nỗ Nhĩ Cáp Xích thống nhất Nữ Chân - Năm 1583： Trận Trấn Bắc Quan - Năm 1584： Trận Triệu Giai Thành - Năm 1585： Trận sông Hồn - Năm 1590－Năm 1600： Minh bình định Dương Ứng Long - Năm 1592： Loạn Phá Bái - Năm 1592－Năm 1598： Chiến tranh vệ quốc Nhâm Thần - Năm 1593： Trận Bình Nhưỡng - Năm 1593： Trận Cổ Lặc Sơn - Năm 1598： Trận thủy chiến Lộ Lương - Năm 1618－Năm 1642： Chiến tranh Minh - Hậu Kim - Năm 1618： Trận Phủ Thuận - Năm 1618： Trận Thanh Hà Thành - Năm 1619： Trận Tát Nhĩ Hử - Năm 1619： Trận Diệp Hách Thành - Năm 1621－Năm 1623： Minh bình định Xa Sùng Minh - Năm 1622： Trận Hà Tây - Năm 1622－Năm 1630： Minh bình định An Bang Ngạn - Năm 1622： Trận Quý Dương - Năm 1623： Trận Lưỡng Hà - Năm 1623： Trận đất Vĩnh, Lận, Tôn - Năm 1626： Trận Ninh Viễn - Năm 1627： Chiến tranh Hậu Kim - Triều Tiên - Năm 1627： Trận Ninh Cẩm - Năm 1628－Năm 1644： Khởi nghĩa Nông dân cuối thời Minh - Năm 1629： Trận Vĩnh Ninh - Năm 1629－Năm 1630： Trận Kinh Kì - Năm 1630： Trận Tôn Vĩnh - Năm 1631： Trận Đại Lăng Hà - Năm 1631－Năm 1633： Loạn Khổng Hữu Đức - Năm 1633： Trận Thủy chiến sông Minh Hà của vua Sùng Trinh - Năm 1635： Trận Phượng Dương - Năm 1635： Trận thủy chiến Chu Giang Khẩu - Năm 1636： Chiến tranh Thanh - Triều Tiên - Năm 1637： Trận Phong Gia Điếm - Năm 1640： Trận Tùng Cẩm - Năm 1641： Trận Tương Dương - Năm 1641－Năm 1642： Trận Khai Phong - Năm 1642： Trận Chu Tiên Trấn - Năm 1643： Trận Nhữ Châu |

## Nhà Thanh (Năm 1644－1911)
| - Năm 1644： Trận Sơn Hải Quan - Năm 1644－Năm 1664： Nhà Thanh thống nhất thiên hạ - Năm 1644－Năm 1645： Nhà Thanh diệt chính quyền Đại Thuận - Năm 1644－Năm 1645： Nhà Thanh diệt chính quyền Nam Minh Hoằng Quang - Năm 1644： Trận Đồng Quan - Năm 1645－Năm 1646： Nhà Thanh diệt chính quyền Đại Tây - Năm 1645： Trận Dương Châu - Năm 1645－Năm 1652： Nhà Thanh diệt chính quyền Lỗ Vương - Năm 1645－Năm 1647： Nhà Thanh diệt chính quyền Long Vũ - Năm 1646－Năm 1648： Hào Cách bình định Xuyên Thiểm - Năm 1646－Năm 1661： Nhà Thanh diệt chính quyền Nam Minh Thiệu Vũ, Vĩnh Lịch - Năm 1646： Bác Lạc bình định Phúc Kiến - Năm 1646－Năm 1661： Trịnh Thành Công kháng Thanh chi chiến - Năm 1647： Khổng Hữu Đức bình định Hồ Nam - Năm 1651: Chiến dịch Từ Táo - Năm 1651: Chiến dich Tiền Sơn - Năm 1651: Chiến dịch Tiểu Doanh Lĩnh - Năm 1652: Chiến dịch cầu Giang Đông - Năm 1652： Trận Quế Lâm - Năm 1652： Trận Hành Châu - Năm 1653: Chiến dịch Hải Trừng - Năm 1657－Năm 1658： Nhà Thanh bình định Quý Châu - Năm 1658－Năm 1659： Nhà Thanh bình định Vân Nam - Năm 1659: Ma Bà Sơn huyết chiến - Năm 1659: Chiến dịch Nam Kinh - Năm 1660: Chiến dịch Hạ Môn - Năm 1661： Trịnh Thành Công giải phóng Đài Loan - Năm 1673－Năm 1681： Loạn Tam Phiên - Năm 1674－Năm 1676： Nhà Thanh bình định Cảnh Tinh Trung - Năm 1674： Trận Cù Châu - Năm 1674－Năm 1679： Trận Nhạc Châu - Năm 1674－Năm 1676： Nhà Thanh bình định Vương Phụ Thần - Năm 1676－Năm 1680： Nhà Thanh bình định Thượng Chi Tín - Năm 1679－Năm 1681： Trận Kiến Xương - Năm 1680： Trận Bảo Ninh - Năm 1681： Trận Côn Minh - Năm 1681－Năm 1683： Chiến tranh Thanh – Đông Ninh - Năm 1683： Trận Thủy chiến Bành Hồ - Năm 1685－Năm 1686： Trận Nhã Khắc Tát - Năm 1690－Năm 1697： Nhà Thanh bình định Cát Nhĩ Đan - Năm 1690： Trận Ô Lan Bố Thông - Năm 1696： Trận Chiêu Mạc Đa - Năm 1717－Năm 1720： Nhà Thanh bình định Tây Tạng - Năm 1723－Năm 1724： Nhà Thanh bình định Thanh Hải - Năm 1724： Trận Bố Nhĩ Cáp Truân - Năm 1727－Năm 1734： Nhà Thanh bình định Cát Nhĩ Đan Sách Linh - Năm 1731： Trận Bác Khắc Tháp Lĩnh Hòa Thông Bạc - Năm 1732： Trận Ngạch Nhĩ Đức Ni Chiêu - Năm 1735－Năm 1736： Khởi nghĩa Miêu dân ở Cổ Châu - Năm 1755－Năm 1759： Nhà Thanh bình định Mục Nhĩ Tát Nạp - Năm 1755： Nhà Thanh chinh phạt Đạt Ngõa Tề - Năm 1756－Năm 1757： Trận Ba Lý Khôn - Năm 1758－Năm 1759： Nhà Thanh bình định Thiên Sơn Nam Lộ - Năm 1758－Năm 1759： Trận Hắc Thủy Doanh - Năm 1772－Năm 1776： Nhà Thanh tái chinh phạt Kim Xuyên - Năm 1775： Trận Lặc Ô Vi - Năm 1786－Năm 1788： Thanh bình định Thiên Địa Hội - Năm 1788－Năm 1792： Nhà Thanh phản kích người Khoách Nhĩ Cát - Năm 1788－Năm 1789： Nhà Thanh xâm lược Việt Nam - Năm 1791－Năm 1792： Niếp Lạp Mộc - Năm 1792： Trận Hoành Hà - Năm 1796－Năm 1804： Khởi nghĩa Bạch Liên Giáo - Năm 1808－Năm 1809： Trận Ngư Sơn - Năm 1813： Bạo động Thiên Lý Giáo - Năm 1813： Trận Huyện Hoạt - Năm 1820－Năm 1827： Nhà Thanh bình định loạn Trương Cách Nhĩ - Năm 1827： Trận Hồn Hà - Năm 1840－Năm 1842： Chiến tranh Nha Phiến - Năm 1841： Sự kiện Tam Nguyên Lý - Năm 1851－Năm 1864： Phong trào Thái Bình Thiên Quốc - Năm 1851： Khởi nghĩa Niệp quân - Năm 1852： Trận Vũ Hán - Năm 1853： Trận Giang Ninh - Năm 1853： Thái Bình Thiên Quốc Bắc Phạt - Năm 1853： Thái Bình Thiên Quốc Tây Chinh - Năm 1853： Trận Trấn Giang - Năm 1853－Năm 1855： Khởi nghĩa Tiểu Đao Hội ở Thượng Hải - Năm 1854－Năm 1864： Khởi nghĩa Đại Thành Quốc - Năm 1854： Tương Quân đánh Vũ Hán - Năm 1855： Trận Hồ Khẩu - Năm 1856： Công phá Đại bản doanh ở Giang Nam - Năm 1856－Năm 1873： Khởi nghĩa Hồi dân ở Vân Nam - Năm 1856－Năm 1860： Chiến tranh Nha Phiến lần 2 - Năm 1857－Năm 1863： Thạch Đạt Khai viễn chinh - Năm 1858： Công phá Đại bản doanh ở Giang Bắc - Năm 1858： Đại thắng ở Tam Hà - Năm 1858－Năm 1872： Khởi nghĩa Hồi dân ở Kiềm Vân Nam - Năm 1859： Trận Đại Cô Khẩu lần 2 - Năm 1859－Năm 1865： Khởi nghĩa Lý Vĩnh Hòa, Lam Triều Đỉnh - Năm 1860： Quân Thái Bình công phá Đại bản doanh ở Giang Nam lần 2 - Năm 1860： Trận Sở Hùng - Năm 1860－Năm 1861： Trận An Khánh - Năm 1861： Trận Nhị Lang Trường - Năm 1862－Năm 1864： Trận Chiết Giang - Năm 1862－Năm 1864： Trận Thiên Kinh - Năm 1862－Năm 1863： Khởi nghĩa Hồi dân ở Thiểm Tây - Năm 1862－Năm 1873： Khởi nghĩa Hồi dân ở Cam Túc - Năm 1865： Trận Cao Lâu Trại - Năm 1867： Trận Bá Kiều - Năm 1869－Năm 1871： Trận Kim Tích Bảo - Năm 1869： Trận Hoàng Phiêu - Năm 1873： Trận Chỉ Kiều - Năm 1876－Năm 1878： Quân Thanh thu phục Tân Cương - Năm 1883： Chiến tranh Trung - Pháp - Năm 1883： Trận Chỉ Kiều lần 2 - Năm 1884： Trận Thủy chiến Mã Vĩ Hải - Năm 1884： Trận Đạm Thủy - Năm 1884－Năm 1885： Trận Tuyên Quang - Năm 1885： Trận Trấn Hải - Năm 1885： Trận Trấn Nam Quan - Năm 1894－Năm 1895： Chiến tranh Giáp Ngọ Trung - Nhật - Năm 1894： Trận Thủy chiến ở Phong Đảo - Năm 1894： Trận Bình Nhưỡng - Năm 1894： Trận Thủy chiến ở Hoàng Hải - Năm 1895： Trận Uy Hải - Năm 1900： Sự kiện Bát Quốc Liên Quân - Năm 1911： Khởi nghĩa Vũ Xương - Năm 1911－Năm 1914： Khởi nghĩa Bạch Lãng - Năm 1911： Trận Nam Kinh - Năm 1911： Sự biến Hoàng Hoa Cương - Năm 1911： Cách mạng Tân Hợi |

## Thời Cận, Hiện đại (Năm 1912 đến nay)

### Đầu thời Dân Quốc
| - Năm 1913： Cuộc Cách mạng lần 2 - Năm 1915－Năm 1916： Chiến tranh Hộ Quốc - Năm 1917－Năm 1918： Chiến tranh Hộ pháp - Năm 1920： Chiến tranh trực Hoàn - Năm 1922： Chiến tranh Trực phụng lần 1 - Năm 1923： Trận Thành Đô - Năm 1924－Năm 1927： Chiến tranh Cách mạng trong nước lần 1 - Năm 1924： Chiến tranh Trực phụng lần 2 - Năm 1925： Chiến dịch Đông Chinh lần 1 - Năm 1925： Chiến dịch Đông Chinh lần 2 - Năm 1926： Trận Tây An |

### Quân đội Cách mạng Trung Hoa Dân Quốcthống nhất Trung Quốc
| - Năm 1926－Năm 1928： Chiến tranh Bắc Phạt - Năm 1926： Trận truy kích tại Mịch La Giang - Năm 1926： Trận Đinh Tứ Kiều - Năm 1926： Trận Hạ Thắng Kiều - Năm 1926： Trận Vũ Xương - Năm 1926： Chiến dịch Giang Tây - Năm 1927－Năm 1936： Nội chiến Trung Quốc lần 1 - Năm 1927－Năm 1928： Chiến Dịch Trác Châu - Năm 1927： Chiến dịch Bạng Phụ - Năm 1927： Khởi nghĩa Nam Xương - Năm 1927： Chiến dịch Long Đàm - Năm 1927： Khởi nghĩa Thu Thu - Năm 1927： Chiến dịch Lan Phong lần 1 - Năm 1927： Chiến dịch Lan Phong lần 2 - Năm 1927： Khởi nghĩa Hoàng Ma - Năm 1927： Khởi nghĩa Quảng Châu - Năm 1928： Chống bao vây tiêu diệt lần 1 - Năm 1928： Chiến dịch Thượng Tuần Tế Nam - Năm 1928： Chống bao vây tiêu diệt lần 3 - Năm 1928： Khởi nghĩa Bình Giang - Năm 1929： Chiến tranh Trung Đông Lộ - Năm 1929： Khởi nghĩa Bạch Sắc - Năm 1930： Đại Chiến Thái Nguyên - Năm 1930： Chiến dịch Trường Sa - Năm 1930： Quân đoàn Hồng Nhị Nam chinh - Năm 1930－Năm 1931： Chống bao vây tiêu diệt lần 1 - Năm 1930－Năm 1931： Chống bao vây tiêu diệt lần 1 ở khu Xô viết Ngạc Dự Hoàn - Năm 1931： Chống bao vây tiêu diệt lần 1 ở khu Xô viết Hồng Hồ - Năm 1931： Chống bao vây tiêu diệt lần 2 ở khu Xô viết Ngạc Dự Hoàn - Năm 1931： Chống bao vây tiêu diệt lần 2 - Năm 1931： Chống bao vây tiêu diệt lần 3 - Năm 1931： Sự biến 918 - Năm 1931－Năm 1933： Trận tác chiến chống Nhật của Nghĩa Dũng Quân vào mùa xuân ở Đông bắc - Năm 1931： Kháng chiến Giang Kiều - Năm 1931－Năm 1932： Chống bao vây tiêu diệt lần 3 ở khu Xô viết Ngạc Dự Hoàn - Năm 1931： Chiến dịch Hoàng An - Năm 1931： Khởi nghĩa Ninh Đô - Năm 1932： Kháng chiến Tùng Hộ - Năm 1932－Năm 1945： Chiến tranh liên minh du kích chống Nhật ở Đông Bắc - Năm 1932： Trận không chiến 128 ở Tùng Hộ - Năm 1932： Chiến dịch Thương Hoàng - Năm 1932： Chiến dịch Cám Châu - Năm 1932： Chiến dịch Tô Gia Phụ - Năm 1932： Chiến dịch Chương Châu - Năm 1932： Chiến dịch Hoàng Quang - Năm 1932－Năm 1933： Đại Chiến Xuyên Quân Nhị Lưu - Năm 1932： Phương diện quân Hồng Tứ di chuyển - Năm 1933： Kháng chiến Trường Sa - Năm 1933： Chống bao vây tiêu diệt lần 4 - Năm 1933： Bao vây tiêu diệt khu Xô viết ở đường số 3 khu Xuyên Thiểm - Năm 1933： Kháng chiến Nhiệt Hà - Năm 1933： Chiến Dịch Dân Giang - Năm 1933－Năm 1934： Chống bao vây tiêu diệt lần 5 - Năm 1933－Năm 1934： Bao vây tiêu diệt khu Xô viết ở đường số 6 khu Xuyên Thiểm - Năm 1934－Năm 1937： Chiến tranh Du Kích - Năm 1934： Quân đoàn Hồng Lục Tây chinh - Năm 1934－Năm 1936： Hồng quân Công nông Trung Quốc trường chinh - Năm 1934－Năm 1935： Hồng quân 215 trường chinh - Năm 1934： Chiến dịch Tương Giang - Năm 1935： Tứ Độ Xích Thủy - Năm 1935： Chống bao vây tiêu diệt khu Xô viết ở Tương Ngạc Xuyên Kiểm - Năm 1935： Chiến dịch Tuân Nghĩa - Năm 1935： Quân khu Trung ương đột phá vòng vây ở đường 9 - Năm 1935： Chiến dịch Gia Lăng Giang - Năm 1935： Trận Lư Định Kiều - Năm 1935： Trận Kinh Tử Quan - Năm 1935： Trận Tịch Tử Khẩu - Năm 1935： Đại chiến dịch Thiên Lư Danh Nhã Cung - Năm 1935： Chiến dịch Trực La Trấn - Năm 1936： Chiến dịch Đông Chinh - Năm 1936： Chiến dịch Ô Mông Sơn - Năm 1936： Chiến dịch Tây Chinh - Năm 1936－Năm 1937： Tây Lộ Quân Tây Chinh - Năm 1936： Chiến dịch Sơn Thành Bảo - Năm 1936： Kháng chiến Tuy Viễn - Năm 1936： Trận Bách Linh Miếu |

### Chiến tranh Trung - Nhật
| - Năm 1937－Năm 1945： Chiến tranh Trung - Nhật - Năm 1937： Trận Thượng Hải - Năm 1937： Sự Biến 77 - Năm 1937： Chiến dịch Bình Tân - Năm 1937： Chiến dịch Nam Khẩu - Năm 1937： Trận Tùng Hỗ - Năm 1937： Trận không chiến Hàng Châu - Năm 1937： Trận không chiến Nam Kinh - Năm 1937： Trận Bình Hình Quan - Năm 1937： Trận Thái Nguyên - Năm 1937： Chiến dịch Nương Tử Quan - Năm 1937： Chiến dịch Hãn Khẩu - Năm 1937： Trận sân bay Dương Minh Bảo - Năm 1937： Trận Thất Tuyên Thôn - Năm 1937： Trận Hoàng Nhai Để - Năm 1937： Trận Quảng Dương - Năm 1937： Chiến dịch Nam Kinh - Năm 1938： Trận Từ Châu - Năm 1938： Trận không chiến Vũ Hán - Năm 1938： Trận không chiến Nam Xương - Năm 1938： Chiến dịch phản công bao vây khu Tây Bắc - Năm 1938： Trận đường Lão Lĩnh Toại - Năm 1938： Trận Thần Đầu Lĩnh - Năm 1938： Trận không chiến Quy Đức - Năm 1938： Chiến dịch Đài Nhi Trang - Năm 1938： Trận Phố Hưởng Đường - Năm 1938： Trận Đại Thanh Câu - Năm 1938： Trận Trường Nhạc Thôn - Năm 1938： Trận Vi Cương - Năm 1938： Trận Vũ Hán - Năm 1938： Chiến dịch Quảng Châu - Năm 1939： Trận Hương Thành Cố - Năm 1939： Trận không chiến Lan Châu - Năm 1939： Trận Nam Xương - Năm 1939： Trận phản công Nam Xương - Năm 1939： Trận Tùy Tảo - Năm 1939： Trận sân bay Hồng Kiều - Năm 1939： Trận Trường Sa lần 1 - Năm 1939： Trận Trần Trang - Năm 1939： Trận sân bay Hán Khẩu - Năm 1939： Trận Nhạn Túc Nhai - Năm 1939： Trận không chiến Thành Đô - Năm 1939： Trận Hoàng Thổ Lĩnh - Trận Nam Quảng Tây - 1939 - Năm 1939－Năm 1940：Trận Quế Nam - Năm 1939－Năm 1940: Chiến dịch Côn Lôn Quan - Năm 1939－Năm 1940： Trận không chiến Liễu Châu - Năm 1940： Chiến dịch Từ Vũ Thiệp Lâm - Năm 1940： Trận Tảo Nghi - Năm 1940： Trận không chiến Trùng Khánh - Năm 1940： Đại chiến Bách Đoàn - Năm 1940： Chiến dịch Hoàng Kiều - Trận Hồng Kông - 1941 - Năm 1941： Trận Lang Nha Sơn - Năm 1941： Sự biến Hoàn Nam - Năm 1941： Trận Dự Nam - Năm 1941： Trận Thượng Cao - Năm 1941： Chiến dịch Giao Đông - Năm 1941： Chiến dịch Tấn Nam - Năm 1941： Trận Trường Sa lần 2 - Năm 1941： Chiến dịch Nghi Mông Sơn Phản Tảo Đãng - Năm 1941－Năm 1942： Chiến dịch Sơ Chu Nho Sơn - Năm 1941: Trận Hoàng Nhai Động - Năm 1941－Năm 1942：Trận Trường Sa lần 3 - Năm 1942： Chiến dịch đường Điền Miến - Năm 1942－Năm 1945： Chiến dịch Thấm Nguyên - Năm 1943： Trận Ngạc Tây - Năm 1943： Trận Lương Sơn - Năm 1943－Năm 1945： Chiến dịch Điền Tây, Bắc Miến Điện - Năm 1943－Năm 1944： Chiến dịch Mạnh Quan Kiệt Bố Sơn Ải Gian - Năm 1943－Năm 1944： Trận Thường Đức - Năm 1943： Trận không chiến Thường Đức - Năm 1944： Chiến dịch Xa Kiều - Năm 1944： Chiến dịch Dự Tương Quế - Năm 1944： Trận không chiến Trung Nguyên - Năm 1944： Trận Dự Trung - Năm 1944： Chiến dịch Mạnh Củng Hà Cốc - Năm 1944： Chiến dịch Mật Chi Na - Năm 1944： Trận Trường Hành - Năm 1944： Trận không chiến Trường Hành - Năm 1944： Chiến dịch Cường Nộ Độ Giang - Năm 1944： Trận không chiến Động Đình Hồ - Năm 1944： Trận Quế Liễu - Năm 1944： Trận không chiến Tương Đàm - Năm 1944－Năm 1945： Chiến dịch Nam chinh của Lữ đoàn 359 - Năm 1944－Năm 1945： Chiến dịch Nam Khảm - Năm 1945： Chiến dịch Tân Duy Lạp Thú - Năm 1945： Chiến dịch Đạo Thanh - Năm 1945： Trận Dự Tây Ngạc Bắc - Năm 1945： Trận Tương Tây - Năm 1945： Chiến dịch phản công Quế Liễu - Năm 1945： Trận Không Hàng - Năm 1945： Chiến dịch phản công quân khu Tấn Ký Lỗ Dự - Năm 1945： Trận phản công Tấn sát Ký - Năm 1945： Chiến dịch phản công quân khu Tấn Tuy - Năm 1945： Chiến dịch phản công Sơn Đông - Năm 1945： Chiến dịch phản công quân Tân Tứ |

### Nội chiến Trung Quốc lần 2
| - Năm 1945： Nội chiến Quốc Cộng - Năm 1945： Chiến dịch Thượng Đảng - Năm 1945： Chiến dịch Tuy Viễn - Năm 1945： Chiến dịch Hàm Đan - Năm 1946： Chiến dịch Nhiệt Hà - Năm 1946： Chiến dịch Tứ Bình - Năm 1946： Đột phá Trung Nguyên - Năm 1946： Chiến dịch Tô Trung - Năm 1946： Chiến dịch Đại Đồng Tập Trữ - Năm 1946： Chiến dịch Như Hoàng - Năm 1946： Chiến dịch Định Đào - Năm 1946： Chiến dịch Trương Gia Khẩu - Năm 1946： Chiến dịch Tân Khai Lĩnh - Năm 1946： Chiến dịch Hoạt Huyện - Năm 1946： Chiến dịch Túc Bắc - Năm 1946－Năm 1947： Chiến dịch Tam Hạ Giang Nam Tứ Bảo Lâm Giang - Năm 1946－Năm 1947： Chiến dịch Cự Kim Ngư - Năm 1947： Chiến dịch Lỗ Nam - Năm 1947： Chiến dịch Lai Vu - Năm 1947： Chiến dịch Thanh Hoá Biêm - Năm 1947： Chiến dịch Dự Bắc - Năm 1947： Chiến dịch Chính Thái - Năm 1947： Chiến dịch Dương Mã Hà - Năm 1947： Trận Nương Tử Quan - Năm 1947： Chiến dịch Bàn Long - Năm 1947： Trận tấn công Đông Bắc Hạ Quý - Năm 1947： Chiến dịch Mạng Lương Cố - Năm 1947： Chiến dịch Tứ Bình - Năm 1947： Chiến dịch Lỗ Tây Nam - Năm 1947： Chiến dịch đại quân Tam Lộ công tiến Trung Nguyên - Năm 1947： Chiến dịch tiến công Đại Biệt Sơn - Năm 1947： Chiến dịch Sa Gia Điếm - Năm 1947： Chiến dịch Dự Tây - Năm 1947： Chiến dịch Sa Thổ Tập - Năm 1947： Chiến dịch Giao Đông - Năm 1947： Cuộc tấn công Đông Bắc Thu Quý - Năm 1947： Chiến dịch Thanh Phong Điếm - Năm 1947： Chiến dịch Phố Cao Sơn - Năm 1947： Chiến dịch Giáp Huyện - Năm 1947： Chiến dịch Thạch Gia Trang - Năm 1947： Chiến dịch bao vậy phản công ở Đại Biệt Sơn - Năm 1947： Chiến dịch Lai Dương - Năm 1947： Chiến dịch phá kích đường Bình Hán, Lũng Hải - Năm 1947： Chiến dịch Chương Vũ - Năm 1947－Năm 1948： Chiến dịch Lai Thủy - Năm 1947－Năm 1948： Trận tấn công Đông Bắc Đông Quý - Năm 1948： Chiến dịch đồn Công Chủ - Năm 1948： Chiến dịch Nghi Ngoã - Năm 1948： Chiến dịch Tứ Bình - Năm 1948： Chiến dịch Lâm Phần - Năm 1948： Chiến dịch Lạc Dương - Năm 1948： Chiến dịch Trường Xuân - Năm 1948： Chiến dịch đoạn giữa đường Giao Tế - Năm 1948： Chiến dịch phía đông Tây Phủ Lũng - Năm 1948： Chiến dịch Ký Nhiệt Sát - Năm 1948： Chiến dịch Tấn Trung - Năm 1948： Chiến dịch Dự Đông - Năm 1948： Chiến dịch Duyện Châu - Năm 1948： Chiến dịch Tương Phiền - Năm 1948： Chiến dịch Sát Tuy - Năm 1948： Chiến dịch Liêu Thẩm - Năm 1948： Chiến dịch Tế Nam - Năm 1948－Năm 1949： Chiến dịch Thái Nguyên - Năm 1948： Chiến dịch Lệ Bắc - Năm 1948： Chiến dịch Cẩm Châu - Năm 1948： Chiến dịch Tháp Sơn - Năm 1948： Chiến dịch Hắc Sơn - Năm 1948： Chiến dịch Liêu Tây - Năm 1948： Chiến dịch Thẩm Dương - Năm 1948－Năm 1949： Chiến dịch Hoài Hải - Năm 1948： Chiến dịch Niễn Trang - Năm 1948－Năm 1949： Chiến dịch Cửu Liên Sơn - Năm 1948： Trận tấn công Tây Bắc Đông Quý - Năm 1948： Chiến dịch Song Đôi Tập - Năm 1948－Năm 1949： Chiến dịch Bình Tân - Năm 1948： Chiến dịch Trương Gia Khẩu - Năm 1948－Năm 1949： Chiến dịch Trần Quan Trang - Năm 1948： Chiến dịch Tân Bảo An - Năm 1949： Chiến dịch Thiên Tân - Năm 1949： Chiến dịch An Tân - Năm 1949： Chiến dịch Độ Giang - Năm 1949： Chiến dịch Lang Quảng - Năm 1949－Năm 1953： Tiễu trừ giặc cướp ở Trung Nam - Năm 1949： Chiến dịch Thượng Hải - Năm 1949： Chiến dịch Hán Tầm Gian Độ Giang - Năm 1949－Năm 1953： Tiễu trừ giặc cướp ở Hoa Đông - Năm 1949： Chiến dịch Thiểm Trung - Năm 1949： Chiến dịch Nghi Sa - Năm 1949： Chiến dịch Phù Mi - Năm 1949： Chiến dịch Phúc Châu - Năm 1949： Chiến dịch Lan Châu - Năm 1949－Năm 1950： Chiến dịch quần đảo Chu Sơn - Năm 1949： Trận Thúy Vi Phong - Năm 1949： Chiến dịch Ninh Hạ - Năm 1949： Chiến dịch Hà Tây - Năm 1949： Chiến dịch Chương Hạ Kim - Năm 1949－Năm 1950： Tiễu trừ giặc cướp ở Đại Biệt Sơn - Năm 1949－Năm 1953： Tiễu trừ giặc cướp ở Tây Bắc - Năm 1949： Chiến dịch Hành Bảo - Năm 1949： Chiến dịch Quảng Đông - Năm 1949： Trận Dương Minh Sơn - Năm 1949： Chiến dịch Dương Giang - Năm 1949： Chiến dịch Kim Môn - Năm 1949： Chiến dịch Ngạc Tây - Năm 1949： Chiến dịch Tây Nam - Năm 1949： Chiến dịch Quảng Tây - Năm 1949： Chiến dịch bắc huyện Nam Xuyên - Năm 1949： Chiến dịch Bác Bạch - Năm 1949： Chiến dịch Thành Đô - Năm 1949： Trận Kiếm Môn Quan - Năm 1949： Chiến dịch Côn Minh - Năm 1949－Năm 1950： Chiến dịch Điền Nam - Năm 1950－Năm 1951： Chiến dịch Tây Tạng - Năm 1950－Năm 1953： Tiễu trừ giặc cướp ở Tây Nam - Năm 1950： Trận Bát Diện Sơn - Năm 1950： Trận Thiên Toàn - Năm 1950： Chiến dịch đảo Hải Nam - Năm 1950： Chiến dịch Tây Xương |

### Cộng Hòa Nhân dân Trung Hoa(Năm 1949 - đến nay)
| - Năm 1950： Trận đảo Nam Áo - Năm 1950： Chiến dịch đổ bộ chiếm đóng đảo Hải Nam - Năm 1950： Trận Y Ngô - Năm 1950： Trận đảo Đông Sơn - Năm 1950： Chiến dịch quần đảo Vạn Sơn - Năm 1952： Trận đảo Nam Nhật - Năm 1952： Trận quần đảo Nam Bành - Năm 1953： Trận đảo Đại Lộc Sơn - Năm 1953： Chiến dịch đảo Đông Sơn - Năm 1955： Chiến dịch đảo Nhất Giang Sơn - Năm 1955： Trận đảo Đại Trần - Năm 1960－Năm 1961： Xung đột biên giới Trung Quốc - Miến Điện - Năm 1950－Năm 1958： Cuộc nổi dậy của người hồi giáo Quốc Dân Đảng tại Trung Quốc |

### Chiến tranh Triều Tiên(Năm 1950 - 1953)
| - Năm 1950： Trận Unsan - Năm 1950： Trận sông Ch'ongch'on - Năm 1950： Trận hồ chứa Chosin - Năm 1951： Trận Chipyong-ni - Năm 1951： Trận sông Imjin - Năm 1952： Trận Bạch Mã - Năm 1952： Trận đồi Tam Giác - Năm 1953： Trận đồi Park Chop - Năm 1953： Trận Lưỡi Câu - Năm 1953： Trận Kumsong |

### Xâm lược Tây Tạng(Năm 1951)
| - Năm 1959： Khởi nghĩa Lhasa |

### Chiến tranh Việt Nam
|  |

### Chiến tranh Trung–Ấn
| - Chiến tranh Trung–Ấn năm 1967 |

### Xung đột biên giới Trung–Xô
| - Năm 1969： Tranh chấp đảo Trân Bảo |

### Chiến tranh biên giới Việt–Trung 1979
| - Năm 1947： Trận Cao Bằng - Năm 1974： Trận Hoàng Sa - Năm 1979－Năm 1990： Chiến tranh biên giới Việt Nam – Trung Quốc - Năm 1979: Pháo kích Đông Khê - Năm 1984: Trận Lão Sơn - Năm 1988: Hải chiến Trường Sa 1988 |

### Gần đây
| - Năm 1987: Bế tắc Sumdorong Chu - Năm 1989: Sự kiện Thiên An Môn - Năm 2009: Bạo động Tân Cương - Năm 2011: Tranh chấp quần đảo Điếu Ngư - Năm 2012–nay: Chiến tranh Mali - Năm 2013: Bế tắc Depsang 2013 - Năm 2017: Đối đầu biên giới Ấn – Trung 2017 - Năm 2020: Giao tranh Trung Quốc–Ấn Độ 2020 |

## Liên kết ngoại
- Power Polarity In The Far Eastern World System, 1025 BC-AD 1850: Narrative And 25-Year Interval Data bởi David Wilkinson